# Hesperastragalus
Hesperastragalus là một chi thực vật có hoa trong họ Đậu.